# 양진수 (아나운서)
양진수(楊鎭秀, 1948년 6월 5일 ~ )는 대한민국 방송인이자 전 문화방송 아나운서이다. 경기도 포천 출신으로 1973년 문화방송에 입사, 2006년에 정년 퇴임했다.

## 학력
- 고려대학교 신문방송학 학사

## 주요 경력
- 1973년 : 문화방송 입사
- 1973년 ~ 1991년 10월 : 문화방송 아나운서
- 1991년 11월 ~ 1993년 4월 : 문화방송 총무국 인사부 방송문화원 파견 부장급
- 1993년 4월 : 문화방송 라디오국 홍보실 홍보부장
- 1994년 3월 : 문화방송 스포츠국 위원
- 문화방송 아나운서국 위원
- 2000년 : 문화방송 아나운서국 부장
- 2001년 ~ 2003년 7월 : 문화방송 아나운서국 부국장
- MBC 아카데미 파견 홍보부장
- 2006년 6월 : 정년 퇴임

## 방송
- MBC 스포츠 - 프로야구 TV 중계방송 캐스터